# Квалификације за Европско првенство у фудбалу 2024 — група Г
Група Г квалификација за Европско првенство у фудбалу 2024. се састојала од 5 репрезентација: Мађарска, Србија, Црна Гора, Бугарска и Литванија.
Репрезентације Мађарске и Србије су као првопласиране и другопласиране репрезентације избориле директан пласман на првенство.

## Табела
| Легенда                                          |
| ------------------------------------------------ |
| Репрезентација која се квалификује у првом кругу |

| Табела групе Г | Табела групе Г | Табела групе Г | Табела групе Г | Табела групе Г | Табела групе Г | Табела групе Г | Табела групе Г | Табела групе Г | Табела групе Г |  |          |        |           |           |          |  | Домаћи | Домаћи | Домаћи | Домаћи | Домаћи | Домаћи | Домаћи | Гости | Гости | Гости | Гости | Гости | Гости | Гости |
|                | Репрезентација | И              | Д              | Н              | И              | ДГ             | ПГ             | ГР             | Бод.           |  | Мађарска | Србија | Црна Гора | Литванија | Бугарска |  | И      | Д      | Н      | И      | ДГ     | ПГ     | Бод.   | И     | Д     | Н     | И     | ДГ    | ПГ    | Бод.  |
| 1.             | Мађарска       | 8              | 5              | 3              | 0              | 16             | 7              | +9             | 18             |  | -        | 2:1    | 3:1       | 2:0       | 3:0      |  | 4      | 4      | 0      | 0      | 10     | 2      | 12     | 4     | 1     | 3     | 0     | 6     | 5     | 6     |
| 2.             | Србија         | 8              | 4              | 2              | 2              | 15             | 9              | +6             | 14             |  | 1:2      | -      | 3:1       | 2:0       | 2:2      |  | 4      | 2      | 1      | 1      | 8      | 5      | 7      | 4     | 2     | 1     | 1     | 7     | 4     | 7     |
| 3.             | Црна Гора      | 8              | 3              | 2              | 3              | 9              | 11             | -2             | 11             |  | 0:0      | 0:2    | -         | 2:0       | 2:1      |  | 4      | 2      | 1      | 1      | 4      | 3      | 7      | 4     | 1     | 1     | 2     | 5     | 8     | 4     |
| 4.             | Литванија      | 8              | 1              | 3              | 4              | 8              | 14             | -6             | 6              |  | 2:2      | 1:3    | 2:2       | -         | 1:1      |  | 4      | 0      | 3      | 1      | 6      | 8      | 3      | 4     | 1     | 0     | 3     | 2     | 6     | 3     |
| 5.             | Бугарска       | 8              | 0              | 4              | 4              | 7              | 14             | -7             | 4              |  | 2:2      | 1:1    | 0:1       | 0:2       | -        |  | 4      | 0      | 2      | 2      | 3      | 6      | 2      | 4     | 0     | 2     | 2     | 4     | 8     | 2     |

## Резултати
| Бугарска | 0:1    | Црна Гора    |
| -------- | ------ | ------------ |
|          | Детаљи | Крстовић 70’ |

| Србија                   | 2:0    | Литванија |
| ------------------------ | ------ | --------- |
| Тадић 16’ · Влаховић 53’ | Детаљи |           |

| Мађарска                           | 3:0    | Бугарска |
| ---------------------------------- | ------ | -------- |
| Вечеј 7’ · Собослаи 26’ · Адам 39’ | Детаљи |          |

| Црна Гора | 0:2    | Србија              |
| --------- | ------ | ------------------- |
|           | Детаљи | Влаховић 78’, 90+6’ |

| Литванија      | 1:1    | Бугарска   |
| -------------- | ------ | ---------- |
| Гирдваинис 15’ | Детаљи | Петков 27’ |

| Црна Гора | 0:0    | Мађарска |
| --------- | ------ | -------- |
|           | Детаљи |          |

| Бугарска     | 1:1    | Србија        |
| ------------ | ------ | ------------- |
| Десподов 47’ | Детаљи | Лазовић 90+6’ |

| Мађарска              | 2:0    | Литванија |
| --------------------- | ------ | --------- |
| Варга 32’ · Шалаи 83’ | Детаљи |           |

| Литванија                     | 2:2    | Црна Гора                |
| ----------------------------- | ------ | ------------------------ |
| Паулаускас 71’ · Черних 90+4’ | Детаљи | Крстовић 78’ · Савић 89’ |

| Србија          | 1:2    | Мађарска              |
| --------------- | ------ | --------------------- |
| Салаи 10’ (аг.) | Детаљи | Варга 34’ · Орбан 36’ |

| Црна Гора                   | 2:1    | Бугарска    |
| --------------------------- | ------ | ----------- |
| Савић 45+1’ · Јоветић 90+7’ | Детаљи | Боруков 79’ |

| Литванија      | 1:3    | Србија                 |
| -------------- | ------ | ---------------------- |
| Паулаускас 45’ | Детаљи | Митровић 21’, 32’, 43’ |

| Бугарска | 0:2    | Литванија       |
| -------- | ------ | --------------- |
|          | Детаљи | Ширвис 45’, 55’ |

| Мађарска              | 2:1    | Србија       |
| --------------------- | ------ | ------------ |
| Варга 20’ · Шалаи 34’ | Детаљи | Павловић 33’ |

| Литванија               | 2:2    | Мађарска                        |
| ----------------------- | ------ | ------------------------------- |
| Черних 20’ · Ширвис 36’ | Детаљи | Собослаи 67’ (пен.) · Варга 82’ |

| Србија                       | 3:1    | Црна Гора   |
| ---------------------------- | ------ | ----------- |
| Митровић 9’, 73’ · Тадић 77’ | Детаљи | Јоветић 36’ |

| Бугарска                        | 2:2    | Мађарска                      |
| ------------------------------- | ------ | ----------------------------- |
| Делев 24’ · Десподов 79’ (пен.) | Детаљи | Адам 10’ · Петков 90+7’ (аг.) |

| Црна Гора            | 2:0    | Литванија |
| -------------------- | ------ | --------- |
| Куч 3’ · Јоветић 48’ | Детаљи |           |

| Мађарска                      | 3:1    | Црна Гора   |
| ----------------------------- | ------ | ----------- |
| Собослаи 66’, 68’ · Нађ 90+3’ | Детаљи | Рубежић 36’ |

| Србија                   | 2:2    | Бугарска                 |
| ------------------------ | ------ | ------------------------ |
| Вељковић 17’ · Бабић 82’ | Детаљи | Русев 59’ · Десподов 69’ |

## Стрелци
5 голова
| - Александар Митровић |

4 гола
| - Барнабаш Варга | - Доминик Собослаи |

3 гола
| - Кирил Десподов - Пијус Ширвис | - Душан Влаховић | - Стеван Јоветић |

2 гола
| - Гитис Паулаускас - Федор Черних - Мартин Адам | - Роланд Шалаи - Душан Тадић | - Никола Крстовић - Стефан Савић |

1 гол
| - Георги Русев - Марин Петков - Преслав Боруков - Спас Делев - Едвинас Гирдваинис | - Адам Нађ - Балинт Вечеј - Вили Орбан - Дарко Лазовић - Милош Вељковић | - Срђан Бабић - Страхиња Павловић - Едвин Куч - Слободан Рубежић |

Аутогол
| - Алекс Петков (против Мађарске) | - Атила Салаи (против Србије) |